# (16474) 1990 QG3
A (16474) 1990 QG3 egy marsközeli kisbolygó. Henry E. Holt fedezte fel 1990. augusztus 28-án.